# Juan Bautista
Pour les articles homonymes, voir Bautista (homonymie).
Jean-Baptiste Jalabert dit « Juan Bautista » est un matador français, né à Arles (France, département des Bouches-du-Rhône) le 12 juillet 1981.

## Carrière
- Débuts en novillada avec picadors : 13 mars 1998 à Santiago de Querétaro (Mexique, État de Querétaro de Arteaga), novillos de Los Martínez.
- Alternative : 11 septembre 1999 à Arles. Parrain « Espartaco », témoin César Rincón. Taureaux de Zalduendo.
- Confirmation à Madrid : le 2 octobre 1999.
- Confirmation à Mexico : le 29 octobre 2000.
- Il gracie son premier taureau, nommé « Condor » de la ganadería Cortés, le 13 août 2006 à Fréjus
- Le 6 octobre 2007, il sort en triomphe par la Grande Porte des Arènes de Madrid après avoir coupé deux oreilles à un taureau de la ganadería du Puerto de San Lorenzo
- Le 13 septembre 2014, il coupe 5 oreilles et une queue et sort en triomphe des arènes d'Arles où il vient d'affronter 6 toros  des ganaderías du Puerto de San Lorenzo, Hubert Yonnet, San Mateo, Adolfo Martin, La Quinta et Domingo Hernandez  lors de la corrida Goyesque, à l'occasion de ses 15 ans d'alternative.
- Le 14 août 2018, Bautista remporte 4 oreilles durant les ferias de Dax en affrontant 6 Toros des ganadérias de Victorino Martin, Jandilla, Pedraza, La Quinta, La Dehesilla et pour finir un taureau de la ganadéria Montalvo. Après un spectacle somptueux, il eut un tour de gloire et passa par la grande porte des arènes de Dax.
- Juan Bautista annonce le 9 septembre 2018 qu'il cesse de toréer. Il met fin à 19 ans de carrière, cette « retraite » sera effective après la corrida Goyesque d'Arles 2019[1].

## Biographie
Fils de Luc Jalabert (1951-2018), rejoneador puis éleveur de taureaux et directeur des arènes d'Arles, Jean-Baptiste grandit dans une grande familiarité avec les taureaux et manifeste très rapidement le désir de devenir torero.
« Juan Bautista », comme son ami El Juli montre, en corrida, un grand respect du taureau. Sa tauromachie est exempte de brusquerie comme de trucage.
Il représente l'un des noms montant de la renaissance de la tauromachie française.
En 2010, triomphateur de Madrid où il fut l'un des deux seuls toreros de l'année à sortir a hombros, il a toréé 40 corridas, coupé 68 oreilles et 5 queues.
En 2011, il torée 41 corridas pour 56 oreilles.

## Solidarité et polémique

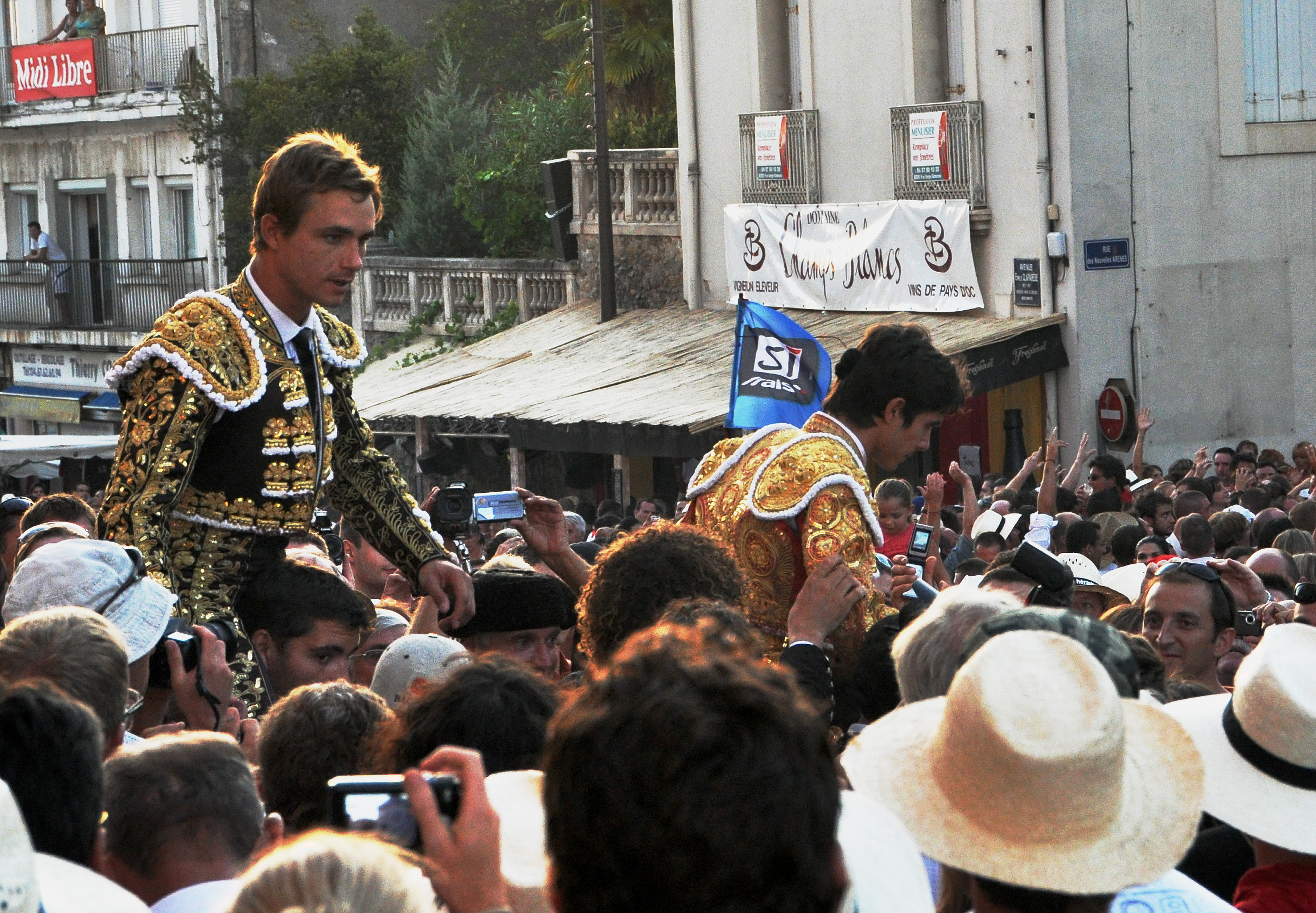
Juan Bautista et Sébastien Castella portés en triomphe après la corrida du 14 août 2009 lors de la feria de Béziers

Juan Bautista est membre de l'Unión de Toreros espagnols au bénéfice de laquelle les recettes de la corrida des vendanges de Nîmes le 13 septembre 2013 doivent être reversées. La corrida devait comprendre cinq matadors espagnols et un français, Juan Bautista, qui en a été exclu. Juan Bautista a donc donné sa démission de l'Unión de Toreros avec le soutien de Sébastien Castella qui approuve sa démarche . L'Association des Matadors de Taureaux Français l'a fait savoir à l'Unión, qui a vivement protesté en disant qu'elle n'était pour rien dans l'exclusion de Juan Bautista à Nîmes et qu'elle souhaitait une réciprocité de la part de toreros espagnols en faveur des toreros français.